# Muthangeni
Muthangeni är en krater i Kenya.   Den ligger i länet Isiolo, i den centrala delen av landet, 240 km nordost om huvudstaden Nairobi. Toppen på Muthangeni är 1 357 meter över havet.
Terrängen runt Muthangeni är kuperad. Runt Muthangeni är det ganska glesbefolkat, med 47 invånare per kvadratkilometer. Det finns inga samhällen i närheten. Trakten runt Muthangeni består i huvudsak av gräsmarker.